# Живанович, Иван
Иван Живанович (серб. вуковица: Иван Живановић; гаевица: Ivan Živanović; 10 декабря 1981) — сербский футболист, защитник. С 2008 по 2012 год — игрок клуба «Ростов».

## Карьера
Футбольную карьеру начал в составе клуба ФК «Мачва» (Богатич). В 2000 году перешёл в клуб ФК «Мачва» (Шабац), с 2002 года в составе «Смедерево». В 2006 году перебрался в «Сампдория», однако стать игроком основного состава ему не удалось. За итальянский клуб провел лишь один матч в Кубке Италии. С 2008 года выступает за футбольный клуб «Ростов». Покинул клуб летом 2012 года.

## Достижения
- Победитель первого дивизиона первенства России 2008.